# كلايد هارت
كلايد هارت (بالإنجليزية: Clyde Hart)‏ هو عازف جاز وعازف بيانو أمريكي، ولد في 24 فبراير 1910 في بالتيمور في الولايات المتحدة، وتوفي في 19 مارس 1945 في نيويورك في الولايات المتحدة بسبب سل.

## وصلات خارجية
- كلايد هارت على موقع ميوزك برينز (الإنجليزية)
- كلايد هارت على موقع أول ميوزيك (الإنجليزية)
- كلايد هارت على موقع ديسكوغز (الإنجليزية)